# Julius Mayr

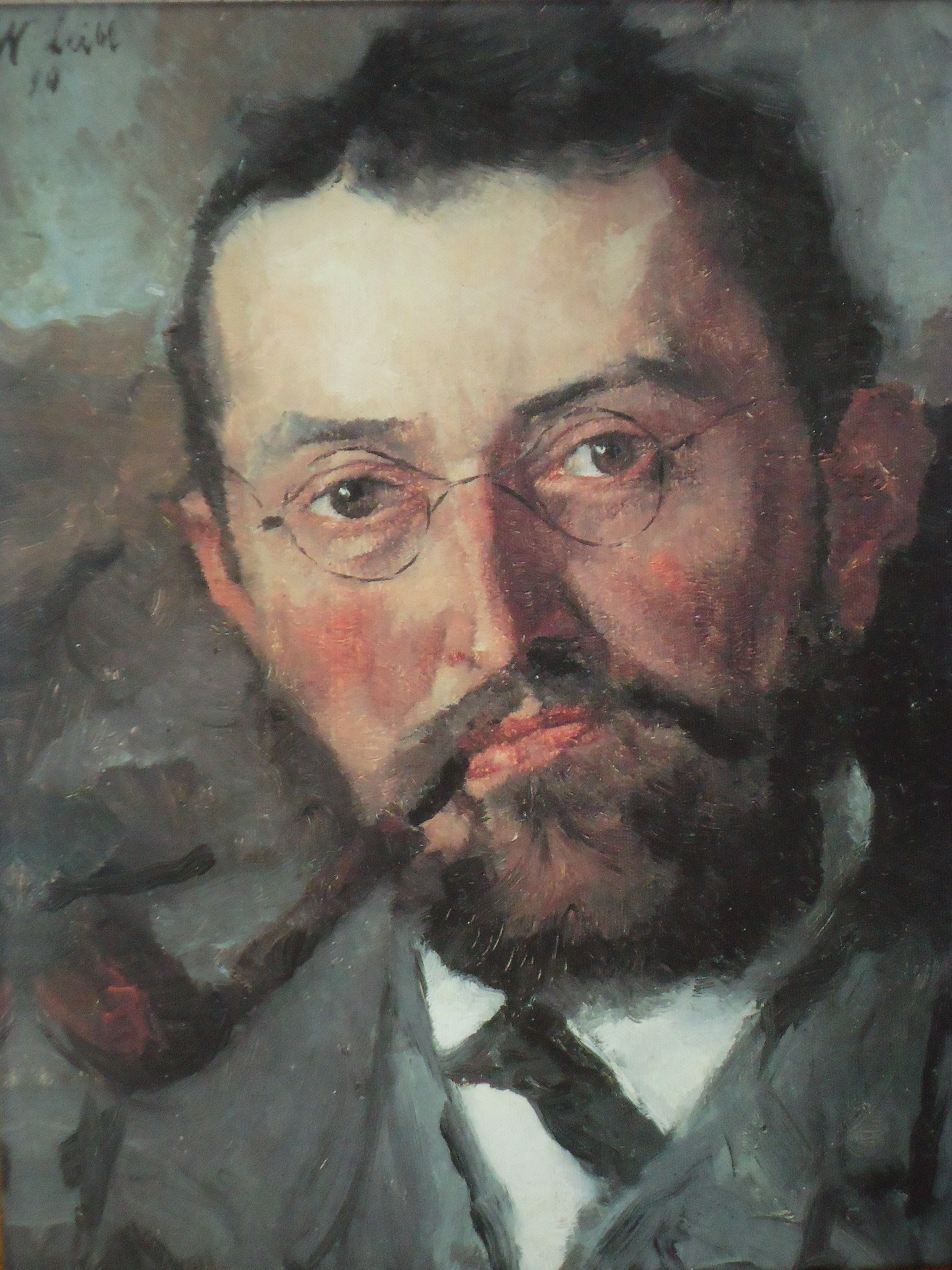
Wilhelm Leibl: Julius Mayr (Öl auf Holz, 1890)

Julius Friedrich Mayr (* 7. Januar 1855 in Rotthalmünster; † 8. Mai 1935 in Brannenburg am Inn) war ein deutscher Arzt, Alpenvereinsfunktionär und Schriftsteller in Bayern.

## Leben
Mayr wurde als viertes Kind des in Dillingen geborenen Bezirksarztes Carl Mayr (1807–1872) und seiner Frau Louise geboren.
Er besuchte die Volksschule in Rotthalmünster von 1861 bis 1865, in welchem Jahr sein Vater Bezirksgerichtsarzt in Pfarrkirchen wurde, anschließend das Gymnasium der Benediktiner in Kloster Metten von 1865 bis 1869 und von 1869 bis 1873 das Ludwigs-Gymnasium in München, wo er das Abitur ablegte. Von 1873/74 diente er als Einjährig-Freiwilliger in der Bayerischen Armee.
Anschließend studierte er an der Ludwig-Maximilians-Universität München Medizin. 1879 wurde er in München zum Dr. med. promoviert. Es folgten Fortbildungsaufenthalte in Wien, Berlin, Prag und Budapest. Von 1880 bis 1897 war er praktischer Arzt in Rosenheim, Gemeindeversicherungsarzt, Königlich Bayerischer Stabsarzt der Landwehr, Bahnarzt, Fabrikarzt der Zündholzfabrik Hamberger Industriewerke und Hausarzt des „Marienbads“. Im Oktober 1880 heiratete er Auguste Hiedl, Tochter eines Landrichters in Passau. Das Paar bekam zwei Töchter: Helene (verh. Weller in 1. Ehe, verh. Wohnlich in 2. Ehe) und Luise (verh. Hundt). In den Jahren von 1887 bis 1897 und 1907 bis 1912 war er Vorsitzender der Sektion Rosenheim des Deutschen und Österreichischen Alpenvereins. In diesen Zeitraum fiel auch der Beginn der Freundschaft mit Wilhelm Leibl, Johann Sperl, Max Liebermann und der Familie Steinbeis (Wendelsteinbahn). Zwischen 1890 und 1891 fertigte Wilhelm Leibl die Porträts von Julius, das heute im Schweinfurter Museum Georg Schäfer betrachtet werden kann, und Auguste Mayr an, welches jedoch verschollen ist. 1894 eröffnete dann das von Julius Mayr verantworteten Brünnsteinhaus und vier Jahre später auch der gesicherte „Dr.-Julius-Mayr-Wegs“ vom Brünnsteinhaus zum Gipfel.
1897 wurde Julius Mayr durch Prinzregent Luitpold von Bayern nach schriftlicher Bewerbung zum Königlich Bayerischen Bezirksarzt I. Klasse in Bogen/Niederbayern ernannt. Zwischen 1901 und 1903 wurde er von dieser Stelle wegen einer schweren Erkrankung an Speiseröhre und Magen beurlaubt, bevor er dann am 1. Januar 1904 endgültig pensioniert wurde.
1901 bezog er auch seinen Wohnsitz in Brannenburg am Inn, wo er bis zu seinem Tod lebte. Das Haus wurde in den 1960er Jahren abgerissen.
In den 1920er- bzw. Anfang der 1930er-Jahre entstanden zahlreiche Freundschaften Mayrs, unter anderem mit Josef Hofmiller, Eduard Stemplinger, Apotheker Rieder, Ludwig Steub. Um 1930 schrieb Julius Mayr auch Sigbot von Falkenstein. Heimatliches Trauerspiel in 5 Akten, das jedoch nie veröffentlicht wurde.
Nach 52 Jahren Ehe starb 1932 seine Frau Auguste Mayr an Leukämie. Ihre Beisetzung fand auf dem Rosenheimer Friedhof statt. Es entstand darauf die biografische Skizze/der Essay Sie. Eine bürgerliche Frau von Adel.
Drei Jahre später starb auch Julius Mayr. Er wurde am 8. Mai 1935 ebenso wie seine Frau auf dem Rosenheimer Friedhof beigesetzt.

### Mediziner
Aufgrund seiner gerichtsärztlich-chirurgischen und augenärztlichen Fortbildungen war er auch befähigt, Bauchschnitte, Amputationen und sogar Schiel- und Staroperationen auszuführen. Er galt als kompetenter und beliebter Arzt, seine Patienten kamen aus weitem Umkreis, Hausbesuche (mit Kutschfahrten) nahmen wesentlich mehr Zeit in Anspruch als Praxistermine. Die üblichen Evaluationen durch die Kammern des Innern der Königlichen Regierungen von Ober- und von Niederbayern bestätigten ihm besondere Bildungs- und medizinische Standards und damit die Eignung für die Position eines Königlichen Bezirksarztes I. Klasse, wofür er sich erfolgreich bewarb. Divertikel in der Speiseröhre und die Notwendigkeit, sich täglich selbst eine Sonde einzuführen und den Magen zu spülen, zwangen ihn zur Aufgabe seiner beruflichen Tätigkeit.
Er publizierte medizinische Aufsätze und hielt medizinische Fachvorträge. Das Umsetzen jeweils neuester medizinisch-technischer Erkenntnisse war ihm wichtig, ebenso aber auch das Bewahren ärztlichen Einfühlungsvermögens und „ärztlicher Kunst“.

### Wanderer, Alpinist und Alpenvereinsfunktionär

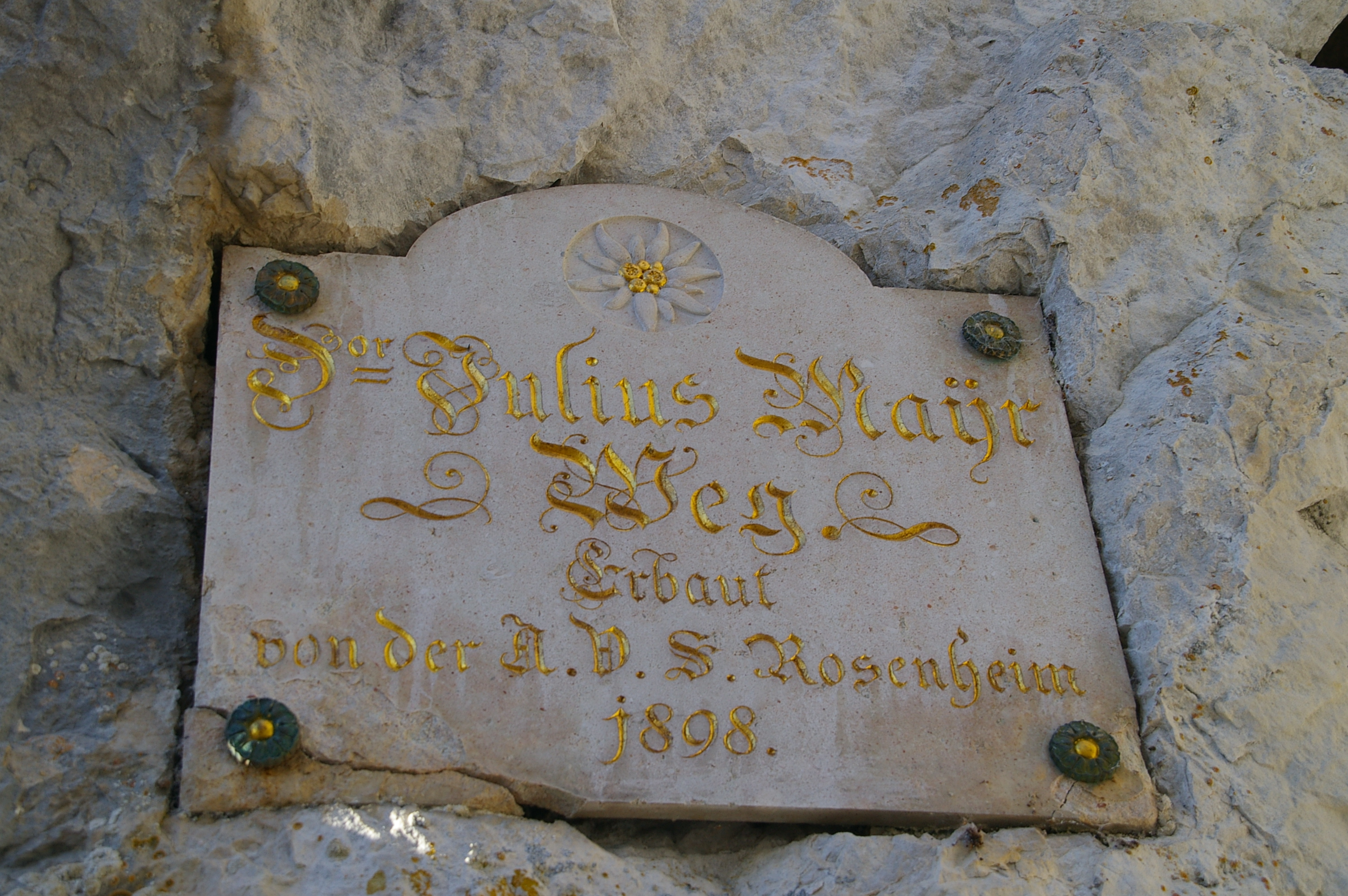
Tafel am Dr.-Julius-Mayr-Weg

Der Vater weckte im Knaben noch in der Rotthalmünsterer Zeit die Liebe zu den Bergen, zum Wandern, zur Natur. Als 17-Jähriger stand er bereits auf dem Gipfel des Großvenedigers (3657 m). Rosenheim und das Inntal wurden dann Ausgangspunkt für „Bergfahrten“ im gesamten Ostalpenraum, in den Vorbergen, aber auch in den Abruzzen (Gran Sasso d’Italia). Die Berge waren ihm nicht Herausforderung für körperliche oder sportliche Höchstleistungen, sondern Stätten des Erlebens und Verinnerlichens der Schöpfung in ihrer Vielfalt, Größe und Schönheit: von belebter wie (scheinbar) unbelebter Natur. Als Vorsitzender der Sektion Rosenheim des Deutschen und Österreichischen Alpenvereins wurde er „Vater des Brünnsteinhauses“, dessen Standort er persönlich aussuchte, dessen Bau er vorantrieb und dessen Eröffnung 1894 er vorbereitete. Der gesicherte Steig vom Brünnsteinhaus (1360 m) zum Brünnsteingipfel (1634 m), 1898 fertiggestellt, führt noch heute seinen Namen: „Dr.-Julius-Mayr-Weg“.

### Schriftsteller
Mayrs Biografie über Wilhelm Leibl galt jahrzehntelang als das Standardwerk zu dem Maler. Es erschien im Jahr 1906, knapp sechs Jahre nach Leibls Tod. Es beschreibt Leben und Werk Leibls und erzählt auch von seiner Freundschaft mit Johann Sperl und Julius Mayr. Seine vielen Bergwanderungen veranlassten ihn nicht nur, darüber in Vorträgen und Aufsätzen zu berichten, sondern auch Erzählungen zu schreiben. Nur ein Teil davon ist in der Auswahl-Ausgabe Auf stillen Pfaden (1924) erschienen. Die meisten publizierte er verstreut in verschiedenen Zeitschriften und Zeitungen, auch in den Mitteilungsblättern des Alpenvereins. Er entwarf anschauliche, oft lyrisch anmutende Stimmungsbilder in z. T. romantischen Tönungen, er charakterisierte liebevoll, auch humorvoll, meist einfache Menschen, mischte Hochsprachliches mit Umgangssprachlichem und leicht stilisiert Mundartlichem, brachte aber auch historisch-kulturhistorische Kenntnisse, nüchterne Fakten und humanistisch Reflektiertes ein. Oft zitierte er Goethe, etwa aus dem Faust oder dem West-östlichen Divan. Sein lyrisches Talent bewies sich in einer Reihe von Gedichten. Nur wenigen ist bekannt, dass er auch ein (unveröffentlichtes) Schauspiel geschrieben hat: Sigbot von Falkenstein. Es behandelt, in kreativem Umgang mit historischen Quellen, das tragische Ende des letzten Vertreters der einst mächtigen Grafen von Falkenstein in der zweiten Hälfte des 13. Jahrhunderts. Sprache, Rhythmus und Motive zeigen dabei deutliche Anklänge an klassische Vorbilder, v. a. an Schiller (Wilhelm Tell, Die Piccolomini) und Goethe (Gretchentragödie).

### Zeitkritiker
Mayr kritisiert in seinen Tagebuchaufzeichnungen pointiert und heftig Kaiser Wilhelm II. und Adelscliquen der wilhelminischen Ära. Bereits 1905 sieht er den Ersten Weltkrieg voraus. Anfang der 1930er Jahre wendet er sich leidenschaftlich gegen das heuchlerische, demagogische und terroristische Treiben der Nationalsozialisten. Bereits 1934 glaubt er einen kommenden Holocaust voraussagen zu können. Auch in der letzten Szene des Sigbot von Falkenstein spielt er auf Brandstiftung, Mord und Terror seiner Gegenwart an. Vom 27. Februar bis zum 9. Mai 2014 war im Stadtarchiv Rosenheim die Ausstellung „Dr. Julius Mayr. Arzt – Bergfreund – Schriftsteller“ zu sehen.

## Familiengeschichte
Mayrs Vater Carl Mayr war Angehöriger des Corps Suevia München. Im Corpsarchiv liegen Teile der Familiengeschichte und ein Brief von Julius Mayr an seinen Bruder Joseph Mayr. Darin schildert er die Polenschwärmerei und die Zustände in Warschau zur Zeit des Novemberaufstands.

## Veröffentlichungen
- Wilhelm Leibl. Sein Leben und sein Schaffen. Cassirer, Berlin 1906; 2. Auflage 1914; 3. Auflage 1919; 4. Auflage Verlag F. Bruckmann, München 1935.
- Auf stillen Pfaden. Wanderbilder aus Heimat und Fremde. Bergverlag Rudolf Rother, München 1924.
- Wolfgang Gottwald (Hrsg.): Julius Mayr: Damals in Polen. Einst und Jetzt, Jahrbuch des Vereins für corpsstudentische Geschichtsforschung, Bd. 43 (1998), S. 95–104.